# Copa del Pacifico 1988
Copa del Pacifico 1988 – ósma edycja turnieju towarzyskiego o Puchar Pacyfiku między reprezentacjami Peru i Chile rozegrana w 1988 roku.

## Mecze
| 25 października Arica |  | Chile | 2 | - | 0 (1-0) | Peru |

| 23 listopada Lima |  | Peru | 1 | - | 1 (0-1) | Chile |

## Końcowa tabela
| M | Reprezentacja | L.m. | Zw. | Rem. | Por. | Bramki | R.br. | Pkt |
| 1 | Chile         | 2    | 1   | 1    | 0    | 3:1    | +2    | 3   |
| 2 | Peru          | 2    | 0   | 1    | 1    | 1:3    | -2    | 1   |

Triumfatorem turnieju Copa del Pacifico 1988 został zespół Chile.